# Megara Hibleja
 Megara Hibleja (italijansko Megara Hyblaea, starogrško Μέγαρα Ὑβλαία) - morda enaka Hybla Major - je starogrška kolonija na Siciliji, ki leži v bližini Auguste na vzhodni obali, 20 kilometrov severozahodno od Sirakuz v Italiji, v globokem zalivu ki ga je oblikoval rt Xiphonian. V starodavnih poročilih o Siciliji so bila vsaj tri (in morda kar pet) mest  z imenom Hybla, ki so pogosto med seboj pomešana in med katerimi je včasih zelo težko ločiti. 

## Zgodovina
Bila je nedvomno grška kolonija, ki je izvirala iz Megare v Grčiji; in okoliščine, ki spremljajo njeno ustanovitev, je Tukidid podrobno opisal. Pove nam, da je kolonija iz Megare pod poveljstvom vodje po imenu Lamis (starogrško: Λάμις) prispela na Sicilijo približno v času, ko so Leontini ustanovili kolonisti iz Halkidike, in se naselili najprej ob izlivu reke Pantagije, na kraju, imenovanem Trotilon (latinsko: Trotilus, sodobni Brucoli). Od tam so se odpeljali do samega Leontinija, kjer so nekaj časa prebivali skupaj s Halkidijci; vendar so jih kmalu zatem pregnali in se naslednjič uveljavili na rtu ali polotoku Thapsos (latinsko Thapsus, sodobni Magnisi), blizu Sirakuz. Po Lamisovi smrti so se spet preselili in se na predlog Hiblona, sicilskega poglavarja okoliške države, končno naselili na kraju, ki se je imenoval Hibleja Megara. (Thuc. Vi. 4.) Skimn iz Hiosa sledi drugačni tradiciji, saj ustanavljanje Halkidov v Naksosu in Megarcev v Hibli opisuje kot sodobno in obe pred ustanovitvijo Sirakuz, 734 pr. n. št. Tudi Strabon zavzema isto stališče, predstavlja Megaro, ki je bila ustanovljena približno ob istem času z Naksosom (735 pr. n. št.) in pred Sirakuzami. (Scymn. Ch. 271-76; Strab. Vi. Str. 269.) Obeh zapisov ni mogoče uskladiti, toda Tukidid je verjetno najbolj zaupanja vreden. Tako lahko postavimo temelj Megare okoli leta 726 pr. n. št. Profesorica Miller je v svoji ponovni preiskavi starodavnih virov ugotovila, da kažejo na različne datume ustanovitve od leta 758 pred našim štetjem (po Evzebijevem Chronikon) do leta 728 pred našim štetjem (iz njenih rekonstrukcij datumov iz Tukidida). O zgodnejši zgodovini imamo komaj kaj informacij, vendar se je zdelo, da je dosegla cvetoče stanje, saj je 100 let po ustanovitvi poslala kolonijo na drugi konec Sicilije, kjer je ustanovila mesto Selinunt, ki mu je bilo namenjeno, da se dvigne v veliko močnejše mesto kot njegovo matično mesto. (Thuc. Vi. 4; Scymn. Ch. 291; Strab. Vi. Str. 272.)
Nič več ni znano o Megari do obdobja njenega uničenja od Gelona Sirakuškega, približno leta 483 pr. n. št., ki se je po dolgem obleganju in kapitulacijo sam postavil kot gospodar mesta; toda ne glede na to je večino prebivalcev prodal v suženjstvo, medtem ko je ustanovil bogatejše in plemenitejše državljane v Sirakuzah. (Herod. Vii. 156; Thuc. Vi. 4.) Med tako odstranjenimi osebami je bil tudi slavni komični pesnik Epiharm, ki se je izobraževal v Megari, čeprav ni bil doma iz tega mesta. (Suda, pod Ἐπίχαρμος; Diogenes Laërtius viii. 3.) Po mnenju Tukidida se je ta dogodek zgodil 245 let po ustanovitvi Megare in je zato lahko postavljen okoli 483 pr. n. št. Gotovo je, da si Megara ni nikoli povrnila moči in neodvisnosti. Tukidid izrazito aludira, da v njegovem času kot mesto ni obstajala, vendar večkrat omenja kraj, na morski obali, ki so ga takrat zasedli Sirakužani, a ki ga je atenski general Lamah med ekspedicijo proti Sirakuzam (415–413 pr. n. št.), predlagal za sedež njihove flote; njegov nasvet ni bil upoštevan, naslednjo pomlad pa so ga utrdili Sirakužani. (Thuc. Vi. 49, 96.)
Od tega časa se večkrat omenjalo kraj z imenom Megara ali Megaris (Scyl. Str. 4. § 6), ki ga je nemogoče ločiti od Hible in verjetno je, da sta bila dejansko identična. Mesto te kasnejše Megare ali Hible je mogoče z malo dvoma pritrditi ob izlivu reke Alabus (sodobna Cantera); vendar se zdi veliko razlogov za domnevo, da je bilo staro mesto, prvotna grška kolonija, blizu izjemnega rta, ki ga zdaj zaseda mesto Augusta. Težko je verjeti, da bi bilo treba ta položaj, katerega pristanišče je vsaj enako položaju Sirakuz, medtem ko ima polotok sam enake prednosti kot položaj Ortigije, v starih časih popolnoma zanemariti; in takšna postaja bi čudovito služila namenom, za katere je Lamah pozval svojega brata generala, da zasedejo prosto mesto Megara (Thuc. vi. 49.).

## Arheologija
Izkopavanja, izvedena leta 1891, so privedla do odkritja severnega dela zahodnega obzidja, ki je v enem delu hkrati služilo kot nasip proti poplavam - očitno je bilo bolj opazno v času Philippa Cluverja (Sicilia antiqua, Leiden, 1619) str. 133 - obsežne nekropole, od katere je bilo raziskanih približno 1500 grobnic in nanosa votivnih predmetov iz templja. Pristanišče je ležalo severno od mesta.
Sredi 7. stoletja je bilo mesto urejeno po reguliranem načrtu. Pojavila se je agora s stoami na severni in vzhodni strani. To je ena najzgodnejših znanih agor.